# Peter Damm
Peter Damm (* 27. Juli 1937 in Meiningen/Thüringen) ist ein ehemaliger deutscher Hornist.

## Leben
Peter Damm begann seine Instrumentalausbildung mit 11 Jahren auf der Violine. Erste Versuche auf dem Waldhorn unternahm er 1951 bei Franz Nauber (1911–2001). Danach für kurze Zeit Tätigkeit als Forstlehrling, ehe er bei Karl Biehlig zwischen 1951 und 1957 an der Hochschule für Musik Weimar Horn studierte.
1957 wurde er als Solohornist ins Orchester der Bühnen der Stadt Gera berufen. Von 1959 bis 1969 spielte er in gleicher Position beim Gewandhausorchester Leipzig unter der Leitung von Franz Konwitschny, Václav Neumann und anderen berühmten Dirigenten. Von 1969 bis 2002 war Damm Mitglied der Sächsischen Staatskapelle Dresden.
Daneben wirkte er als Professor für Horn an der Hochschule für Musik Carl Maria von Weber Dresden, leitete internationale Meisterkurse, Seminare und Workshops in Europa, Japan und Nordamerika.
Damm ist Ehrenmitglied der International Horn Society, der Horngesellschaft Bayern und der Sächsischen Staatskapelle Dresden.

## Aufnahmen (Auswahl)
- Johannes Brahms: Horntrio Es-Dur op. 40 u. a., Manfred Scherzer, Peter Damm, Amadeus Webersinke, BERLIN CLASSICS 0031 852 BC edel Gesellschaft Hamburg
- Johannes Brahms: Horntrio Es-Dur op. 40 u. a., Josef Suk, Peter Damm, Werner Genuit, ACANTA 43270 Fono Team Hamburg
- Benjamin Britten: Serenade op. 31 u. a., Peter Schreier, Peter Damm, Slowakisches Kammerorchester, Bohdan Warchal, CAMPION/RRCD 1313 Campion Records, Wilmslow, Cheshire, England
- Wolfgang Amadeus Mozart: The Horn Concertos, Academy of St. Martin in the Fields, Neville Marriner, Philips 422 330-2
- Richard Strauss: Hornkonzerte Nr. 1 und 2, Staatskapelle Dresden, Rudolf Kempe, Eterna und EMI (1976), jetzt in: Richard Strauss – Complete Orchestral Works, Warner Classics 4 31 780 2 (9 CD)
- Hornkonzerte am Sächsischen Hof von Johann Joachim Quantz, Jan Dismas Zelenka, Johann David Heinichen, Georg Philipp Telemann und Johann Friedrich Fasch – Peter Damm und Dieter Pansa spielen auf dem Diskanthorn zusammen mit der Capella Sagittariana, Leitung Eduard Melkus, BERLIN CLASSICS 0011 772 BC edel Gesellschaft Hamburg

## Uraufführungen
- Baldur Böhme (1932–2008): Konzert (1987)
- Johann Cilenšek:
  - Konzertstück (1984)
  - Invocation für Horn solo (2001)
- Fritz Geißler: Sonate (1982)
- Siegfried Geißler: Konzert (1991)
- Jörg Herchet: komposition für horn und orchester (1983)
- Theodor Hlouschek (1923–2010):
  - Sonate (1957)
  - Konzert (1963/73)
  - Quattro Intonatione per corno ed organo (1981)
  - Concerto barocco für Piccolohorn und Orgel (1992)
- Wilhelm Hübner: Bekenntnisse (per corno!)… (1990)
- Jürgen Knauer (* 1947): Fantasie für Horn und Orgel (1983)
- Siegfried Köhler: Sonate op. 32 (1967)
- Jan Koetsier: Dresdner Trio op. 130 für Oboe, Horn und Klavier (1993)
- Siegfried Kurz: Konzert (1973)
- Rainer Lischka (* 1942): A Jazzy Joke für Horn und Klavier (1985)
- Siegfried Matthus:
  - "Hoch willkommt das Horn" für Horn solo (1985)
  - Konzert (1995)
- Günter Neubert: Sonate (1966)
- Diether Noll:
  - Vier Bagatellen für Horn und Klavier (1962)
  - Bagatellen für Horn, Violine, Viola und Violoncello (1964)
  - Toccata für Horn und Orgel (1987)
- Ivo Petrić (1931–2018): Hornspiele für Horn solo (1991)
- Kurt Dietmar Richter: Hymnus pro pace für Horn und Orgel (1987)
- Markus Rindt (* 1967): Impressions in Jazz op. 32 für Horn und Kammerorchester (1997)
- Hans Wolfgang Sachse: Sonate op. 71 (1963)
- Hans-Hendrik Wehding: Serenade für Horn und Orchester (1974)
- Michael-Christfried Winkler: Hymnus-Cadenzen (Veni creator spiritus) für Horn und Orgel (1982/84)
- Udo Zimmermann: Nouveaux Divertissements d’après Rameau pour cor et orchestre (1988)

## Preise
- Silbermedaille im künstlerischen Wettbewerb der VI. Weltfestspiele Moskau 1957
- 2. Preis Internationaler Musikwettbewerb der ARD in München 1960
- 1. Preis Internationaler Wettbewerb des Festivals Prager Frühling 1962
- Kunstpreis der DDR 1972
- Nationalpreis der DDR III. Klasse für Kunst und Literatur 1979
- Fritz-Busch-Preis 1995
- Kunstpreis der Landeshauptstadt Dresden 1998